# Јелашница (Сурдулица)
Јелашница је насеље у Србији у општини Сурдулица у Пчињском округу. Према попису из 2022. био је 921 становник.
Овде се налази Мала хидроелектрана „Јелашница”.

## Демографија
У насељу Јелашница живи 883 пунолетна становника, а просечна старост становништва износи 37,2 година (35,5 код мушкараца и 39,1 код жена). У насељу има 341 домаћинство, а просечан број чланова по домаћинству је 3,44.
Становништво у овом насељу веома је нехомогено (према попису из 2002. године), а у последња три пописа, примећен је пад у броју становника.
|  |

| Демографија | Демографија | Демографија |
| Година      | Становника  | Становника  |
| ----------- | ----------- | ----------- |
| 1948.       | 1.401       |             |
| 1953.       | 1.369       |             |
| 1961.       | 1.397       |             |
| 1971.       | 1.410       |             |
| 1981.       | 1.355       |             |
| 1991.       | 1.319       | 1.301       |
| 2002.       | 1.173       | 1.233       |
| 2011.       | 1.056       |             |
| 2022.       | 921         |             |

| Година пописа     | 1948. | 1953. | 1961. | 1971. | 1981. | 1991. | 2002. |
| ----------------- | ----- | ----- | ----- | ----- | ----- | ----- | ----- |
| Број домаћинстава | 272   | 275   | 321   | 344   | 370   | 374   | 341   |

| Број чланова      | 1  | 2  | 3  | 4  | 5  | 6  | 7  | 8 | 9 | 10 и више | Просек |
| ----------------- | -- | -- | -- | -- | -- | -- | -- | - | - | --------- | ------ |
| Број домаћинстава | 49 | 83 | 54 | 57 | 55 | 24 | 13 | 3 | 2 | 1         | 3,44   |

| Пол    | Укупно | Неожењен/Неудата | Ожењен/Удата | Удовац/Удовица | Разведен/Разведена | Непознато |
| ------ | ------ | ---------------- | ------------ | -------------- | ------------------ | --------- |
| Мушки  | 462    | 98               | 326          | 37             | 1                  | 0         |
| Женски | 460    | 63               | 318          | 71             | 8                  | 0         |
| УКУПНО | 922    | 161              | 644          | 108            | 9                  | 0         |

| Пол    | Укупно                    | Пољопривреда, лов и шумарство | Рибарство                            | Вађење руде и камена | Прерађивачка индустрија       |
| ------ | ------------------------- | ----------------------------- | ------------------------------------ | -------------------- | ----------------------------- |
| Мушки  | 144                       | 24                            | 0                                    | 0                    | 64                            |
| Женски | 68                        | 21                            | 0                                    | 0                    | 23                            |
| УКУПНО | 212                       | 45                            | 0                                    | 0                    | 87                            |
| Пол    | Производња и снабдевање   | Грађевинарство                | Трговина                             | Хотели и ресторани   | Саобраћај, складиштење и везе |
| Мушки  | 12                        | 10                            | 9                                    | 0                    | 5                             |
| Женски | 0                         | 0                             | 7                                    | 0                    | 1                             |
| УКУПНО | 12                        | 10                            | 16                                   | 0                    | 6                             |
| Пол    | Финансијско посредовање   | Некретнине                    | Државна управа и одбрана             | Образовање           | Здравствени и социјални рад   |
| Мушки  | 0                         | 0                             | 7                                    | 5                    | 5                             |
| Женски | 1                         | 0                             | 1                                    | 4                    | 9                             |
| УКУПНО | 1                         | 0                             | 8                                    | 9                    | 14                            |
| Пол    | Остале услужне активности | Приватна домаћинства          | Екстериторијалне организације и тела | Непознато            | Непознато                     |
| Мушки  | 0                         | 0                             | 0                                    | 3                    | 3                             |
| Женски | 0                         | 0                             | 0                                    | 1                    | 1                             |
| УКУПНО | 0                         | 0                             | 0                                    | 4                    | 4                             |

| Етнички састав према попису из 2002.‍ | Етнички састав према попису из 2002.‍ | Етнички састав према попису из 2002.‍ | Етнички састав према попису из 2002.‍ | Етнички састав према попису из 2002.‍ |
| ------------------------------------ | ------------------------------------ | ------------------------------------ | ------------------------------------ | ------------------------------------ |
|                                      |                                      |                                      |                                      |                                      |
| Срби                                 | Срби                                 |                                      | 694                                  | 59,16%                               |
| Роми                                 | Роми                                 |                                      | 397                                  | 33,84%                               |
| непознато                            | непознато                            |                                      | 81                                   | 6,90%                                |

| Етнички састав према попису из 2022.‍ | Етнички састав према попису из 2022.‍ | Етнички састав према попису из 2022.‍ | Етнички састав према попису из 2022.‍ | Етнички састав према попису из 2022.‍ |
| ------------------------------------ | ------------------------------------ | ------------------------------------ | ------------------------------------ | ------------------------------------ |
|                                      |                                      |                                      |                                      |                                      |
| Роми                                 | Роми                                 |                                      | 473                                  | 51,4%                                |
| Срби                                 | Срби                                 |                                      | 397                                  | 43,1%                                |